# Монтепульчано (виноград)
Монтепульчано (Montepulciano) — сорт красного технического итальянского винограда, из которого производятся соимённые абруццкие вина. Не имеет отношения к знаменитому тосканскому вину Vino Nobile di Montepulciano, которое производится в основном из санджовезе и названо по месту производства — городу Монтепульчано.
Сорт монтепульчано уступает в Италии по площади занимаемой территории только санджовезе. Он выращивается по всей центральной и южной Италии, в основном в Абруццо, Лациуме, Марке, Молизе, Умбрии и Апулии. Для производства вина категории DOC он используется в двадцати из девяноста трёх итальянских провинций (например, в аппеллясьонах Rosso Conero и Rosso Piceno). Относится к сортам позднего созревания, поэтому практически не встречается на севере страны. Кусты среднерослые. Цветок обоеполый. Грозди средние.
Полностью созревший монтепульчано позволяет производить красные вина с умеренной кислотностью, с хорошей экстрагированностью и с высоким содержанием алкоголя. Пожалуй, наиболее известны вина марки «Монтепульчано д’Абруццо», а именно: Montepulciano d’Abruzzo Colline Teramane (категории DOCG) и Montepulciano d’Abruzzo (категории DOC).
Синонимы: Cordicso, Cordiscio, Cordisco, Cordisio, Monte Pulciano, Montepulciano Cordesco, Montepulciano di Torre de Passeri, Montepulciano Primatico, Morellone, Premutico, Primaticcio, Primutico, Sangiovese Cardisco, Sangiovese Cordisco, Sangiovetto, Torre dei Passeri, Uva Abruzzese и Uva Abruzzi.